# Výrostek
Výrostek (Подросток) je předposlední román F. M. Dostojevského. Dílo bylo poprvé zveřejněno v časopise Vlastenecké zápisky (Отечественные записки), kde vycházelo od ledna do prosince 1875, později vyšlo ve třech svazcích v roce 1876.
V románu popisuje několik týdnů svého života mladý Arkadij Makarovič Dolgorukij. Jde o samotářského mladíka, nemanželského syna šlechtice a služky, který má komplikovaný vztah se svou rodinou a s oblibou se noří do chaotických myšlenek, aby lidem vysvětlil svou „ideu“.
Vyprávění je v první osobě, jako vyznání Arkadije napsané asi rok po událostech. Vypravěč se několikrát obrací na čtenáře jako na svého svědka. Román, jak je u Dostojevského časté, míří do mnoha směrů. Děj se odehrává v průběhu nepříliš vzdálených tří období.

## Děj

### První část: 19. až 21. září
Dvacetiletý Arkadij Makarovič Dolgorukij přijíždí do Petrohradu, aby se tu setkal se svými rodiči a sestrou, které do té doby téměř nepoznal. Arkadij vysvětluje, co ví o vztahu mezi matkou, Sofia Andrejevna, a biologickým otcem Andrejem Petrovičem Versilovem: jí bylo osmnáct let, jí dvacet pět; ona byla služka, on šlechtic; ona byla již vdaná za padesátiletého Makara Dolgorukého, vdovce se dvěma dětmi.
Versilov svedl Sofii, z tohoto spojení se narodil Arkadij. Dali mu příjmení Dolgorukij, ne Versilov. Jako nemanželské dítě byl umístěn v internátu a vyrůstal bez lásky, s nejednoznačnými vztahy vůči své rodině a hlavně k otci Versilovovi. Arkadij má svou „velkou ideu“: chce zbohatnout („stát se Rothschildem“), dosáhnout toho tvrdošíjností a vytrvalostí. Přísnou askezí chce dosáhnout „osamoceného a klidného vědomí síly“. Napíše Versilovovi, že chce přetnout vazby s rodinou, kterou vlastně nezná. Ten ho požádal, aby přijel za ním do Petrohradu. Po příjezdu zjistí, v jaké nouzi jeho rodiče žijí: Versilov již utratil tři dědictví a má šanci v právě probíhajícím soudním procesu získat čtvrté. Arkadij se vrhá do zdejší společnosti; je nezkušený a nevyzná se ve vztazích mezi lidmi, často ze zbrklosti jiné urazí nebo se sám znemožní, ale s ohledem na jeho věk mu všichni jeho chování odpouštějí.
Arkadij potká u známého dvě ženy, které přicestovaly do Moskvy a žijí v bídě. Dcera, Olja, si stěžuje na Versilovovo chování, domnívá se, že se ji snažil svést; nakonec spáchá sebevraždu. Arkadij je přesvědčen, že příčinou tohoto neštěstí je jeho otec. Naopak matka Olji Versilova hájí a tvrdí, že byl jediný, kdo se jim snažil pomoci. Soudní proces se zatím pro Versilova vyvíjí příznivě, ale Arkadij předá Versilovovi jistý dokument významný pro výsledek sporu. Proti všem očekáváním jej Versilov předává protistraně a dědictví se vzdává. Syn toto gesto obdivuje. Arkadij vede se svým otcem dlouhé rozhovory. Arkadij mu vypráví o svém dětství a dospívání v internátu, otec snad tuší potřeby syna, ale nesnaží se vystupovat jako otec, nedává mu žádné rady ani zákazy, neprojevuje náklonnost; nechává Arkadije učit se ze zkušenosti.

### Druhá část: 15. až 17. listopadu
Arkadij, který si půjčil dva tisíce rublů od knížete Sergeje Sokolského, aby mohl žít na vysoké noze, zapomněl na svou „velkou ideu“. Myslí si, že je přítelem knížete. Neví ale, že tyto peníze dostává proto, že Arkadijova sestra Líza je s knížetem těhotná. Když jednoho večera vyhraje velkou sumu v ruletě, Arkadij chce své dluhy splatit. To ale k vyřešení finančních problémů knížete nestačí. Kníže mu prozradí, že je vydírán kvůli tomu, že kdysi napomáhal podvodu s padělanými akciemi. Kníže se nakonec sám přizná policii a je zatčen.
Arkadij pravidelně diskutuje se svým otcem, ale nenacházejí odvahu otevřeně si promluvit o svém vzájemném vztahu. Jediná rada, kterou od otce dostává, je dodržovat Desatero. Přesto stačí malé gesto k tomu, aby Arkadij otci padl do náruče. Jednoho večera se těší z toho, že ve tmě líbá ruku otce, jako kdyby láska němu mohla existovat jen ve skrytu.
Katěrina Nikolajevna Achmakovová se dovtípí, že Arkadij ví o důležitém dopisu, ve kterém žádala o radu, jak zbavit svého otce svéprávnosti (a tak získat jeho majetek). Z tohoto důvodu si s ním dává schůzku. Arkadij je do ní zamilován a domnívá se, že láska je vzájemná. Když pochopí její záměr, zažije své první milostné zklamání. Přesto zachová klid a neprozradí, že dopis je v jeho vlastnictví. Jeho otec, který pochopil Katěrinin manévr, jí napíše, že její pokus o svádění mladíka je nedůstojný. Zdá se, že otec a syn jsou zamilovaní do stejné ženy.
Tato druhá část končí skandálem, kdy se Arkadij v herně stane obětí podvodníka, pak putuje nočním Petrohradem, potká Lamberta (spolužáka z internátu v Moskvě), vážně onemocní a zůstane devět dní v bezvědomí.

### Třetí část: 26. až 29. listopadu
Arkadij, který pobývá u příbuzných, se během své rekonvalescence setká se sedmdesátiletým Makarem Dolgorukým, jenž přijel na svou každoroční návštěvu ke své ženě Sofii Andrejevně. Arkadij teď poprvé vidí muže, jehož jméno nosí a který je oficiálně jeho otcem. Je to prostý, dobrý a chudý člověk, většinu života strávil putováním mezi ruskými kláštery. Diskuse, které spolu vedou, na Arkadije zapůsobí.
Starý Makar zemře. Po jeho smrti má Versilov nyní možnost normalizovat své vztahy a oženit se Sofií Andrejevnou, což představuje pro Katěrinu Nikolajevnu šanci, že ji Versilov „nechá žít v míru.“ Arkadij, jenž byl svědkem scény, kde jeho otec navrhuje Katěrině Nikolajevně manželství, by rád otce od Katěriny oddělil, chtěl by totiž sám získat její lásku.
Versilov a Arkadij spolu konečně vedou rozhovor, na který Arkadij čekal. Objeví jinou, skrytou stránku svého otce, která se projevuje pokorou, láskou k Sofii Andrejevně a uvažuje o vizi role Ruska (téma Dostojevskému drahé).
Ke své smůle Arkadij, když byl nemocen, v horečkách prozradil existenci dopisu Lambertovi. Lambert, člověk bez morálních zábran, se snaží dopis nalézt, pak Arkadij opije a snaží se mu namluvit, že by se mohl oženit s Katěrinou Nikolajevnou. Nakonec najde dopis, ukryté v podšívce kapse kabátu a chce jej za peníze nabídnout jedné ze dvou znepřátelených žen (Katěrině Nikolajevně nebo Anně Andrejevně).
Arkadij si (naivně) představuje, že dokáže obě ženy v přítomnosti starého knížete usmířit. Böhring přijede a vymaní knížete z vlivu Anny Andrejevny, Arkadij chce zasáhnout, ale je zatčen policií a stráví noc ve vězení. V konečné fázi, Lambert, který se spolčil s Versilovem, požaduje od Katěriny za dopis třicet tisíc rublů. Katěrina mu plivne do tváře, Lambert vytáhne revolver, Versilov udeří a omráčí Lamberta, pak uchopí zbraň a chce zabít Katěrinu a sebe, ale Arkadij a Trišatov mu v tom zabrání a Versilov se jen lehce poraní.

### Epilog: o šest měsíců později
Versilov žije u Sofii Andrejevny a obrátil se k náboženství. Jeho chvíle šílenství byla odpuštěna.
Starý kníže (otec Katěriny) zemřel a Katěrina Nikolajevna odešla do ciziny. Anna Andrejevna odmítla svůj podíl na dědictví po starém knížeti. Líza potratila. Arkadij opustil svou „ideu“ a pravděpodobně půjde dokončit studia na univerzitu.

## Hlavní postavy
- Arkadij Makarovič Dolgorukij, vypravěč (20).
- Andrej Petrovič Versilov (45)
  - z prvního manželství má Annu Andrejevnu a Andreje Andrejeviče,
  - ze vztahu s Sofií Andrejevnou má Arkadije a Lizavetu.
- Anna Andrejevna Versilovová (22), dcera Versilova, nevlastní sestra Arkadije, chce se vdát za starého knížete.
- Katěrina Nikolajevna Achmakovová, dcera starého knížete Sokolského, vdova po generálovi.
- Böhring, baron, údajně zasnouben s Katěrinou.
- Lizaveta Makarovna Dolgoruká (Líza), Arkadijova vlastní sestra, těhotná milenka mladého knížete Sokolského.
- Makar Ivanovič Dolgorukij, legální otec Arkadije Dolgorukého, bývalý Versilovův nevolník.
- Sofia Andrejevna, matka Arkadije a Lizavety.
- Nikolaj Ivanovič Sokolskij nebo starý kníže (60), přítel Versilova.
- Sergej Petrovič Sokolskij nebo mladý kníže, nemá bližší vztah se starým knížetem.